# عملیات مرداب
ساوثرن کامفورت (به زبان انگلیسی : Southern Comfort) که در ایران به نام عملیات مرداب شناخته می‌شود نام یک فیلم سینمایی که در سال ۱۹۸۱ منتشر شده است.

## نسخه ایرانی
در نسخه ایرانی فیلم که با نام عملیات مرداب پخش شده است، چند سانسور باعث شده که کل داستان فیلم تغییر کند. در این نسخه بخش سوء تفاهم میان سربازان و کیجن‌ها حذف شده و طوری نشان داده شده که گویی ارتش آمریکا عمداً در حال حذف این سربازان است تا اسرار جنگ ویتنام را برای مردم آمریکا آشکار نکنند. همچنین، در این نسخه نشان داده نمی‌شود که هدف کیجن‌ها از تعقیب بقیه سربازان، در واقع حذف شاهدان است. و، در انتهای نسخه فارسی و هنگامی که ماشینی با آرم ارتش آمریکا به دو سرباز زنده مانده نزدیک می‌شود، صدای رگباری شنیده می‌شود، گویی ماشین سربازان را به رگبار بسته است، حال آنکه در نسخه انگلیسی چنین نیست.

## اعتراض ها در ایران به اولین پخش
این فیلم برای اولین بار در اواخر دهه ۶۰خورشیدی از شبکه یک صدا و سیمای ایران پخش گردید. اما به دلیل درجه بالای خشونت و پخش آن در ساعت پایانی شب با واکنش منفی خانواده ها و والدین مواجه شد.